# Gidófalvi református templom
A gidófalvi református templom az Olt árterületét körülvevő magaslaton, a falu szélén   látható. Középkori erődítés, amelynek fontos szerepe volt a helyi lakosság védelmében. 
A templomvár egyike azoknak a háromszéki védőrendszereknek, amelyet több falu közössége együtt épített.
„… az Olt regényes völgyét sürün egymást követő, festőileg sorzott helységek szegélyezik. Ott van a balpart magaslatán büszkén fekvő Gidófalva, melynek nevét Benkő József Szent-Guidótól származtatja. Hogy e leszármaztatás helyes, és hogy Gidófalva nagyon régi község, azt a pápai dézmák regestrumából látjuk, hol az 1332-ik év rovatában 648. lapon Villa Guidonis néven, 9 régi bánális fizetéssel fordul elő.”

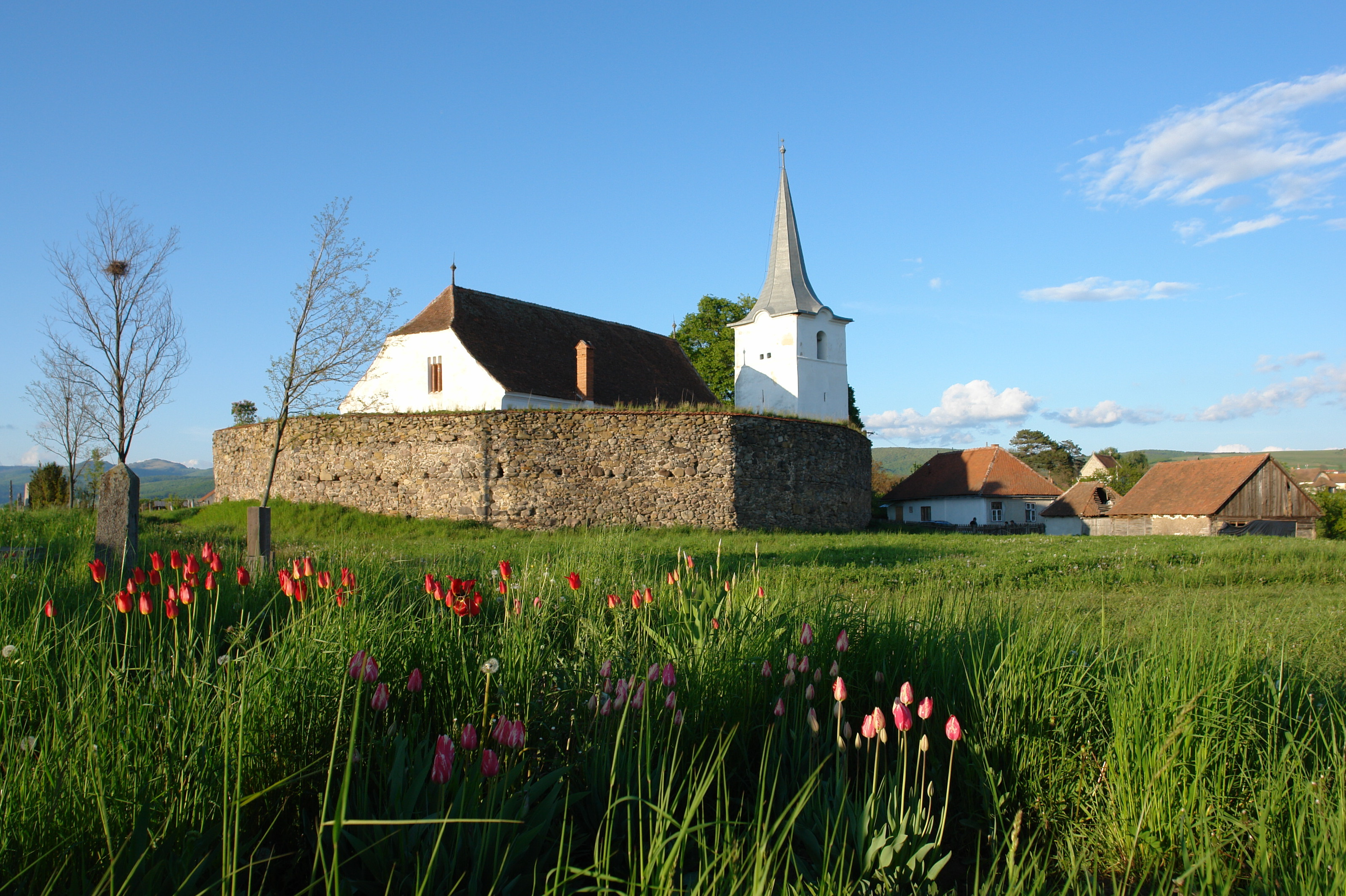

Orbán Balázs: A Székelyföld leírása

## A templom története
A település első írásos említése a korabeli dokumentumok szerint 1332-re tehető, amikor   villa Guidonis néven jegyezték be. 1420-ban Gydofalvaként említették. Az 1567. évi regestrumba 15 kapuval szerepelt.
Gidófalvának már 1332-ben plébániatemploma volt, abban az évben a pápai tizedjegyzék szerint 9 régi banálist fizettek.
A falu első temploma feltehetően a 13-14. században épült,  félköríves záródású szentéllyel. Ennek a korai templomnak a maradványa a mai templom román kori, keskeny ablakos hajója, amely méreteiben az évszázadok során nem változott.
A templomot körülvevő várfal és a lőréses kaputorony építése a 15-16. század fordulójára tehető.
A gótikus átépítésre szintén a 15. század végén vagy a 16. század elején került sor. Akkor  épült a nyolcszög öt oldalával záródó, boltozatos szentély. Az udvar közepén egy gótikus templom áll, amelyet magas bástya vesz körül. Rövid hajója ablakokkal és egy 1332-ből származó pápai tizedjegyzékkel jelzi román kori elődjét. Helyét valószínűleg a 15. században vette át egy újabb gótikus templom hajóval és kórussal, amelynek sokszögű szentélye ma is áll.
Az épületet 1658-ban a tatárok fölégették, a javításokra 1672-ben került sor, amit a déli bejárat fölötti felirat tanúsít.
A déli bejárat ajtókerete valamivel később, egy javítás alkalmával, a 16. vagy a 17. század során készült, az előtte lévő árkádíves tornác jóval később, 1787-ben épült.
A templom épülete az 1802-es és az 1816. évi két súlyos földrengés következtében alaposan megrongálódott. Akkor ment tönkre a templom festett mennyezete is. Először a tornyot javították és magasították, ugyanakkor eltávolították a régi,  erkélyes kialakítású, zsindelyes fedelét is. A torony átalakításával párhuzamosan az egyik, 1642-ből származó harangot újraöntötték.
A régi orgona helyett 1817-ben újat készítettek, B. Bartha Lajos és felesége T. Jancsó Zsuzsanna adományából. A nagy harang 1834-ben készült el, 1968-ban egy 200 kg-os harangot öntettek.
1936-ban a templomot javították, akkor bontották ki a hajó román kori ablakait is.

## A templom leírása
A  mai keletelt templom a  hajó és  a sokszögzáródású szentély együtteséből áll.
A hajó nyugati oromfalának sarkait egy-egy erőteljes támpillér tartja. Déli oldalán három tágas ablak látható, amelyek  későbbi eredetűek. Szintén a déli oldalon, megközelítőleg 3 méter magasságban, két félkörívesen záruló ablak nyílik.
A templom egyik legértékesebb része a déli oldal főbejárata, amelynek egyenes záródású reneszánsz ajtókerete a 16. vagy a 17. század során készült el. Az ajtókeret szemöldökkövébe vésett PAULUS IANCSO AEDILIS  felirat valószínűleg a javítást vezető gondnok nevét örökítette meg. Az ajtókeret faragványai az érett reneszánsz stílusjegyeit viselik magukon. Felirata alatt még az alábbi szöveg olvasható:
(M)OTU T./ER/RAE.DBLT. 1802 REPARATA. 1816. EXPEN. (sis) ECL.(lesial REF. GIDOF. (alviensis)
A bejárat elé egy kontyolt tetejű, oszlopos portikusz épült, amelynek oszlopközti ívei váltakozva félkör- és szamárhátívesek.
A szentély a hajónál keskenyebb és kissé magasabb, amelyet a nyolcszög öt oldalával záruló, sarkait cseréppel fedett, kettős vízvetővel ellátott pillérek támasztanak. Déli oldalán két félköríves záródású ablak látható, ezek a korábbi csúcsíves ablakok kiszélesítéséből származnak. A hajó északi oldalán lévő egyetlen ablak szintén egy  későbbi kivágás eredménye.
A templomnak egyszerű kivitelezésű, kékre festett kazettás mennyezete van. A diadalívet ma egy félköríves szerkezet helyettesíti, amelyen az alábbi felirat olvasható:
EZEN 700 ÉVES TEMPLOM MEGÚJULT 1936 ÉVBEN.
A hajóban és szentélyben nem maradt egyetlen gyámkő sem, amely az egykori boltozat  létét igazolná. A külső támpillérek szerint viszont a szentély egykor boltozott lehetett. A hajó déli falán belül még két elfalazott román kori ablak látható. A négy  keskeny ablak  egyforma  magasságban, egymástól egyenlő távolságra helyezkedik el.

## A templom tornya és várfala
A templomtól délkeleti irányba, alig három méter távolságra a harangtorony emelkedik, amely egykor a cinterem bejáratát védő kaputoronyként szolgált.  A torony bejárata elé később toldásként egy barokk stílusú portikuszt építettek. A kapualj fölötti első, második és harmadik emelet középkori oldalfalain keskeny lőrések láthatók.
A lőrések befele szélesedő fülkéit lapos szemöldökgerendák, vagy lapos szemöldökkövek zárják le. A harmadik emelet homlokzati rése fordított kulcslyuk alakú. A torony középkori része kőből épült, amelynek fala az alapnál 160 centiméter vastag, az első és második emeleten 130 centiméter, a harmadik emeleten pedig 110 centiméter. A hangablakos felső rész téglából épült, későbbi magasítás.
A gidófalvi templomvár ma is csaknem épségben álló védőfolyosós várfalát a 15. században újjáépített templom védelmére emelték. 
A védőfal 1,20 méter széles, 4-5 méter magas, tizenkétszögben enyhén megtörő, ovális terméskőből készült.
A falon körben 10-15 centiméteres átmérőjű hengeres gerendák lefűrészelt csonkjai látszanak, amelyek egymástól 1,50 – 2,00 méteres távolságra, két szinten helyezkednek el, az alsó sor a földtől 2,50 méter, a felső 3,50 méter magasságban.
Az erődítmény külső oldalán  vésett nevek és évszámok olvashatók: 
1501, G.BAKAI 1602, GEOR. Nag, G.z. 1695, S.P. S 1628, 1609, M.G.R. 1672. N.G.P., B.B. 1673.
A délnyugati oldalon látható befalazva, a 190 x 80 centiméteres Bedeházi kapu, amelyet dupla soros  kövekből rakott szegmentív zár le.
A várfalnak a főbejáraton és  a befalazott ajtón kívül volt még egy bejárata, amelynek nyoma a torony déli oldala melletti falszakaszon körvonalazódik. A falakon sem lőrések, sem szuroköntőnyílások nem maradtak fenn.

## Külső hivatkozások
- Kovászna megye honlapja. Gidófalva[halott link]